# Pericoma remulum
Pericoma remulum är en tvåvingeart som beskrevs av Quate och Brown 2004. Pericoma remulum ingår i släktet Pericoma och familjen fjärilsmyggor. Inga underarter finns listade i Catalogue of Life.